# 根岸兔角
根岸兔角（日语：根岸兎角），日本戰國時期劍術家。

## 生平
曾拜入諸岡一羽門下學習劍術。之後捨棄了生重病的師傅，自己到江戶開啟名為“微塵流”的道場。而後為此事所怒的同門岩問小熊對其要求決鬥。於長盤橋上決鬥，卻遭到被打敗，摔落到橋下河川。之後據說後來逃往了西國。